# Bartosz Konstrat
Bartosz Konstrat pseudonimy literackie: Miłosz Anabell, Michał Mayer, Jacek Tatar (ur. w 1977 w Lublinie) – polski poeta, z wykształcenia animator i menedżer kultury. 
Zwycięzca IX edycji (2003) Ogólnopolskiego Konkursu Poetyckiego im. Jacka Bierezina dla autorów przed debiutem (ex aequo z Piotrem Kuśmirkiem). Ponadto jest laureatem m.in. Konkursu Poetyckiego dla Młodych Twórców im. Zbigniewa Dominiaka (2005), o Laur Czerwonej Róży (dwukrotnie - w 2003 i 2004), Ogólnopolskiego Konkursu Poetyckiego jak liść w Jaworze (2004), XV Tyskiej Zimy Poetyckiej (2015). Nominowany do Wrocławskiej Nagrody Poetyckiej "Silesius" w kategorii książka roku w 2010 za tom Samochody i krew i w 2014 za tom Dzika kość. Encyklopedia utraconych szans. Obecnie mieszka w Warszawie.

## Poezja
- thanatos jeans, Stowarzyszenie Pisarzy Polskich, Tygiel Kultury, Łódź 2005
- Traktaty Konstrata, Biblioteka Kwartalnika Kulturalnego Opcje, Katowice 2008
- Samochody i krew, Korporacja Ha!art, Kraków 2009
- Dzika kość. Encyklopedia utraconych szans, Biblioteka Galerii Literackiej przy GSW BWA, Olkusz 2013
- Własny holocaust, Teatr Mały, Tychy 2015